# TATDN3
TATDN3 (англ. TatD DNase domain containing 3) – білок, який кодується однойменним геном, розташованим у людей на 1-й хромосомі. Довжина поліпептидного ланцюга білка становить 274 амінокислот, а молекулярна маса — 30 333.
| 10         |  | 20         |  | 30         |  | 40         |  | 50         |
| ---------- |  | ---------- |  | ---------- |  | ---------- |  | ---------- |
| MRAAGVGLVD |  | CHCHLSAPDF |  | DRDLDDVLEK |  | AKKANVVALV |  | AVAEHSGEFE |
| KIMQLSERYN |  | GFVLPCLGVH |  | PVQGLPPEDQ |  | RSVTLKDLDV |  | ALPIIENYKD |
| RLLAIGEVGL |  | DFSPRFAGTG |  | EQKEEQRQVL |  | IRQIQLAKRL |  | NLPVNVHSRS |
| AGRPTINLLQ |  | EQGAEKVLLH |  | AFDGRPSVAM |  | EGVRAGYFFS |  | IPPSIIRSGQ |
| KQKLVKQLPL |  | TSICLETDSP |  | ALGPEKQVRN |  | EPWNISISAE |  | YIAQVKGISV |
| EEVIEVTTQN |  | ALKLFPKLRH |  | LLQK       |  |            |  |            |

A: Аланін

C: Цистеїн

D: Аспарагінова кислота

E: Глутамінова кислота

F: Фенілаланін

G: Гліцин

H: Гістидин

I: Ізолейцин

K: Лізин

L: Лейцин

M: Метіонін

N: Аспарагін

P: Пролін

Q: Глутамін

R: Аргінін

S: Серин

T: Треонін

V: Валін

W: Триптофан

Кодований геном білок за функціями належить до гідролаз, нуклеаз. 
Задіяний у такому біологічному процесі, як альтернативний сплайсинг. 
Білок має сайт для зв'язування з іонами металів. 
Локалізований у ядрі.